# Lanza larga

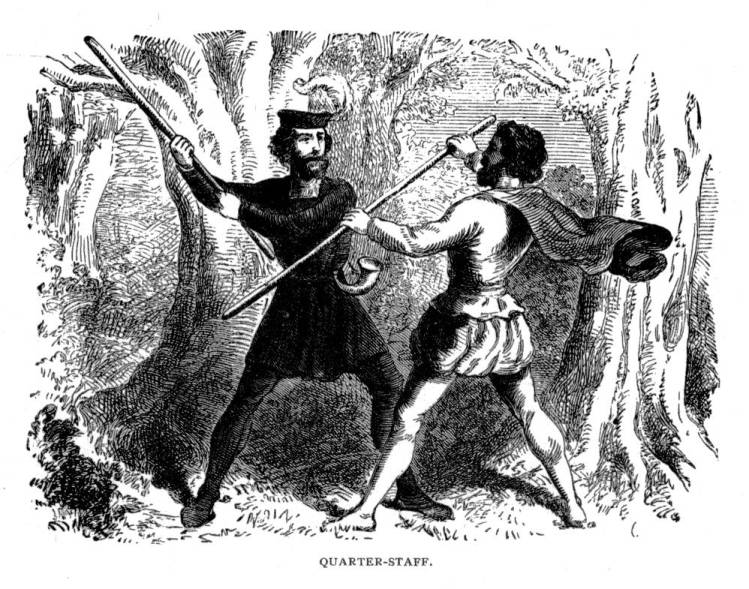
Uso de la lanza larga, tomado de Old English Sports, Pastimes and Customs, publicado en 1891

La lanza larga (en inglés quarterstaff) es una variante medieval inglesa del bastón. Consiste en una vara de madera, algunas veces con puntas reforzadas de metal. El nombre se usa frecuentemente de forma incorrecta para los bastones de combate de otras culturas, tales como el bō japonés, el gùn chino o el bâton francés.